# Centrum Medycznego Kształcenia Podyplomowego
Centrum Medycznego Kształcenia Podyplomowego (do 2024 jako Centrum Medyczne Kształcenia Podyplomowego), CMKP – polska uczelnia medyczna mająca swoją siedzibę w Warszawie prowadząca studia specjalizacyjne dla lekarzy, lekarzy dentystów, pielęgniarek i położnych, diagnostów laboratoryjnych, farmaceutów, fizjoterapeutów i dla dziedzin mających zastosowanie w ochronie zdrowia, zapewniająca możliwość kształcenia ustawicznego oraz prowadząca studia doktoranckie. Uczelnia jest organem założycielskim dla dwóch szpitali: Samodzielnego Publicznego Szpitala Klinicznego im. prof. Witolda Orłowskiego w Warszawie oraz Samodzielnego Publicznego Szpitala Klinicznego im. prof. Adama Grucy w Otwocku.

## Historia
Centrum Medyczne Kształcenia Podyplomowego zostało powołane 1 stycznia 1971 na podstawie Rozporządzenia Rady Ministrów z 9 października 1970 r. CMKP było kontynuatorem powołanego w 1953 r. Instytutu Doskonalenia i Specjalizacji Kadr Lekarskich, który w 1958 został przemianowany na Studium Doskonalenia Lekarzy. Do końca 2018 r. CMKP funkcjonowało w oparciu o statut nadany zarządzeniem Ministra Zdrowia z 30 października 2012 r. (Dz. Urz. Min. Zdr. z 2012 r. poz. 79).
W latach 2018–2024 CMKP funkcjonowało w oparciu o ustawę z dnia 13 września 2018 r. oraz zarządzenie Ministra Zdrowia z dnia 21 grudnia 2018 r. w sprawie nadania statutu Centrum Medycznego Kształcenia Podyplomowego (Dz. Urz. MZ z 2018 r. poz. 125).
Od 1 stycznia 2025 na mocy ustawy z dnia 27 listopada 2024 r. o zmianie ustawy o Centrum Medycznym Kształcenia Podyplomowego oraz niektórych innych ustaw Centrum Medyczne Kształcenia Podyplomowego zostało przekształcone w Centrum Medycznego Kształcenia Podyplomowego. Zmiany polegały oprócz zmiany nazwy (przy zachowaniu akronimu CMKP) m.in. na włączeniu do CMKP Centrum Kształcenia Podyplomowego Pielęgniarek i Położnych oraz zmianie sposobu wyboru Dyrektora CMKP.

## Kierownictwo

### Dyrektorzy
- Dyrektor Instytutu Doskonalenia i Specjalizacji Kadr Lekarskich
  - 1953–1954: Marcin Kacprzak
  - 1954–1958: Walenty Hartwig
- Dyrektor Studium Doskonalenia Lekarzy Akademii Medycznej w Warszawie
  - 1958–1961: Stefan Łukasik
  - 1962–1970: Edward Rużyłło
- Dyrektor Centrum Medycznego Kształcenia Podyplomowego
  - 1971–1974: Edward Rużyłło
  - 1974–1981: Bohdan Lewartowski
  - 1981–1984: Jan Doroszewski
  - 1984–1990: Ryszard Brzozowski
  - 1990–1993: Jan Kuś
  - 1993–1999: Jan Doroszewski (ponownie)
  - 1999–2002: Walerian Staszkiewicz
  - 2002–2008: Jadwiga Słowińska-Srzednicka
  - 2008–2016: Joanna Jędrzejczak
  - 2016–2024: Ryszard Gellert
  - od 2024: Piotr Kryst

### Kierownictwo w kadencji 2024–2028
- Dyrektor CMKP – dr hab. n. med. Piotr Kryst, prof. CMKP
- Prorektor ds. Dydaktycznych – prof. dr hab. n. med. Artur Niedzielski
- Prorektor ds. Naukowych – prof. dr hab. n. med. Piotr Jankowski
- Prorektor ds. Jakości Kształcenia – prof. dr hab. n. med. Ryszard Gellert
- Prorektor ds. Kadr – prof. dr hab. n. med. Wojciech Zgliczyński
- Z-ca Dyrektora ds. Operacyjnych – Kanclerz – mgr inż. Zbigniew Piotrowski
- Z-ca Dyrektora – Szef Biura Dyrektora – mgr Michał Waszkiewicz
- Kwestor – mgr Bogna Białecka-Żyra

## Struktura organizacyjna
- Szkoła Nauk Medycznych
  - Dziekanat Szkoły Nauk Medycznych
  - Klinika Anestezjologii i Intensywnej Terapii
  - Klinika Chirurgii Dziecięcej i Urologii Dziecięcej
  - Klinika Chirurgii Gastroenterologicznej i Transplantologii
  - Klinika Chirurgii Kolorektalnej, Ogólnej i Onkologicznej
  - Klinika Chirurgii Naczyniowej i Angiologii
  - II Klinika Chirurgii Naczyniowej i Angiologii
  - Klinika Chirurgii Ogólnej, Onkologicznej i Bariatrycznej
  - Katedra i Klinika Chirurgii Ogólnej i Żywienia Klinicznego:
    - Zakład Farmakologii Żywienia
    - Zakład Opiniowania Medycznego

  - Klinika Chirurgii Plastycznej
  - Klinika Chirurgii Urazowej Narządu Ruchu i Ortopedii
  - Klinika Chirurgii Urazów Wielonarządowych
  - Klinika Chorób Kręgosłupa i Ortopedii
  - Klinika Chorób Wewnętrznych, Nefrologii i Transplantologii
  - Klinika Chorób Serca
  - Klinika Chorób Układu Krążenia
  - Katedra Dermatologii i Dermatologii Dziecięcej
    - Klinika Dermatologii
    - Klinika Dermatologii Dziecięcej

  - Klinika Endokrynologii
    - Pracownia EndoLab

  - Katedra i Klinika Chorób Wewnętrznych i Gerontokardiologii
    - Klinika Geriatrii

  - Klinika Kardiochirurgii
  - Klinika Kardiologii
  - Klinika Kardiologii Inwazyjnej
  - Katedra i Klinika Krążenia Płucnego, Chorób Zakrzepowo-Zatorowych i Kardiologii
    - Pracownia Echokardiografii

  - Katedra Medycyny Sportowej
  - Klinika Nefrologii, Chorób Wewnętrznych i Medycyny Rodzinnej
  - Klinika Neonatologii
  - Klinika Neurochirurgii i Urazów Układu Nerwowego
  - Klinika Neurologii i Epileptologii
  - Klinika Okulistyki
  - Klinika Onkologii
  - Klinika Onkologii i Chorób Piersi
  - Klinika Ortopedii
  - Klinika Ortopedii i Reumoortopedii
  - Klinika Ortopedii, Ortopedii i Traumatologii Dziecięcej
  - Klinika Otolaryngologii
  - Klinika Otorynolaryngologii Dziecięcej
  - Klinika Pediatrii
  - II Klinika Pediatrii
  - Katedra Ginekologii i Perinatologii
    - Klinika Ginekologii i Ginekologii Onkologicznej
    - I Klinika Położnictwa i Ginekologii
    - II Klinika Położnictwa i Ginekologii
    - Klinika Położnictwa, Perinatologii i Neonatologii

  - Klinika Psychiatrii
    - Zakład Seksuologii Medycznej i Psychoterapii

  - Klinika Radioterapii Onkologicznej
  - Klinika Rehabilitacji
  - Klinika Urologii
  - II Klinika Urologii
  - Katedra i Klinika Gastroenterologii, Hepatologii i Onkologii Klinicznej
  - II Klinika Gastroenterologii
  - Katedra i Klinika Hematologii i Transfuzjologii
    - Zakład Kardioonkologii

  - Katedra Gastroenterologii Dziecięcej
  - Katedra Kardiochirurgii
  - Katedra Kardiologii Dziecięcej
  - Katedra Nefrologii Dziecięcej
  - Katedra Neurologii Dziecięcej
  - Katedra Onkologii Dziecięcej
  - Zakład Biochemii i Biologii Molekularnej
    - Pracownia Badań Funkcjonalnych Mikrobioty

  - Zakład Biologii Komórki i Immunologii
  - Zakład Diagnostyki Radiologicznej i Obrazowej
  - Zakład Dydaktyki Medycznej
  - Zakład Endoskopii Otorynolaryngologicznej
  - Zakład Fizjologii Klinicznej
  - Zakład Immunologii Translacyjnej i Eksperymentalnej Intensywnej Terapii
  - Zakład Kardiologii Perinatalnej i Wad Wrodzonych
  - Zakład Neuroendokrynologii Klinicznej
  - Zakład Onkologii Molekularnej i Translacyjnej
  - Zakład Patomorfologii
  - Zakład Położnictwa
  - Zakład Radioterapii
  - Zakład Zdrowia Prokreacyjnego
  - Centrum Alergologii, Pneumonologii i Medycyny Ratunkowej – Ośrodek Symulacji:
    - Klinika Alergologii i Pneumonologii
    - Klinika Medycyny Ratunkowej
    - Zakład Alergologii i Pneumonologii
    - Zakład Endoskopii
    - Zakład Medycyny Ratunkowej

  - Ośrodek Symulacji
  - Centrum Symulacji Endoskopowej
  - Centrum Stomatologii
  - Ośrodek Kształcenia Lekarzy Rodzinnych

- Szkoła Zdrowia Publicznego
  - Dziekant Szkoły Zdrowia Publicznego
  - Zakład Ekonomiki Zdrowia i Badań nad Jakością Życia
  - Zakład Epidemiologii Chorób Zakaźnych i Nowotworowych
  - Zakład Epidemiologii i Promocji Zdrowia
  - Zakład Geriatrii i Gerontologii
  - Zakład Historii Medycyny
  - Zakład Komunikacji Medycznej
  - Zakład Medycyny Stylu Życia
  - Zakład Pielęgniarstwa
  - Zakład Prawa Medycznego i Orzecznictwa Lekarskiego
  - Zakład Statystyki Medycznej
  - Zakład Szkolenia Biegłych
  - Zakład Zarządzania i Organizacji Systemu Ochrony Zdrowia
  - Zakład Zdrowia Populacyjnego

- Szkoła Kształcenia Doktorantów
- Biblioteka
- Centrum Badań Translacyjnych

## Uniwersytet Trzeciego Wieku im. Haliny Szwarc
Przy Centrum Medycznego Kształcenia Podyplomowego funkcjonuje Uniwersytet Trzeciego Wieku jest pierwszą taką placówką w Polsce i trzecią na świecie zrzeszającą osoby w wieku emerytalnym zainteresowane możliwością ustawicznego kształcenia. Powstał w 1975 z inicjatywy gerontolożki prof. Haliny Szwarc.